# Mistrzostwa Świata w Tenisie Stołowym 2009
50. Mistrzostwa świata w tenisie stołowym 2009 odbyły się w dniach 28 kwietnia – 5 maja 2009 w Jokohamie (Japonia).

## Skład i osiągnięcia reprezentacji Polski

### kobiety
- Li Qian – 2. runda (gra pojedyncza)
- Xu Jie – 2. runda (gra pojedyncza), 2. runda (gra mieszana), 1/8 finału (gra podwójna)
- Natalia Partyka – 1. runda (gra pojedyncza), 2. runda (gra mieszana), 1/8 finału (gra podwójna)

### mężczyźni
- Lucjan Błaszczyk – 2. runda (gra pojedyncza), 1/8 finału (gra podwójna)
- Artur Daniel – 1. runda (gra pojedyncza)
- Jakub Kosowski – 1. runda (gra pojedyncza), 2. runda (gra mieszana)
- Wang Zengyi – 2. runda (gra pojedyncza), 2. runda (gra mieszana), 1/8 finału (gra podwójna)

## Końcowa klasyfikacja medalowa
| Klasyfikacja medalowa |                  |   |   |   |       |
| Lp.                   | Państwo          | Z | S | B | Razem |
| 1                     | Chiny            | 5 | 5 | 7 | 17    |
| 2                     | Hongkong         | 0 | 0 | 1 | 1     |
|                       | Japonia          | 0 | 0 | 1 | 1     |
|                       | Korea Południowa | 0 | 0 | 1 | 1     |

## Medaliści
| Konkurencja:            | Złoto:             | Srebro:           | Brąz:                                             |
| gra pojedyncza kobiet   | Zhang Yining       | Guo Yue           | Liu Shiwen Li Xiaoxia                             |
| gra pojedyncza mężczyzn | Wang Hao           | Wang Liqin        | Ma Long Ma Lin                                    |
| gra podwójna kobiet     | Guo Yue Li Xiaoxia | Ding Ning Guo Yan | Jiang Huajun Tie Yana Kim Kyung-ah Park Mi-young  |
| gra podwójna mężczyzn   | Chen Qi Wang Hao   | Ma Long Xu Xin    | Hao Shuai Zhang Jike Seiya Kishikawa Jun Mizutani |
| gra mieszana            | Li Ping Cao Zhen   | Zhang Jike Mu Zi  | Hao Shuai Chang Chenchen Zhang Chao Yao Yan       |